# Sipario di sicurezza
Un sipario di sicurezza è un particolare dispositivo tagliafuoco pensato per i teatri con capienza superiore a 1.000 spettatori che, posto tra la scena e la sala teatrale, non permette ad un eventuale incendio di propagarsi nelle zone destinate al pubblico.
È costituito da una parete metallica che rimane nascosta nella torre scenica, azionabile dal medesimo punto dove esiste il comando del sipario, la cui discesa a ghigliottina chiude totalmente il foro del boccascena.
Gli incendi furono spesso causa di distruzione di interi stabili destinati allo spettacolo, poiché questi erano costruiti in legno e muratura fino ai primi anni del XX secolo, quando iniziò a diffondersi la pratica di erigere edifici in cemento armato. Tuttavia, il pericolo sussisteva poiché gran parte degli arredi e delle suppellettili (sipario, comodino, rivestimento della sala e delle poltrone, strutture ed infrastrutture interne) non erano in materiale ignifugo.
La circolare n.16 del Ministero dell'Interno del 15 febbraio 1951 regolava le norme di sicurezza per la costruzione, l'esercizio e la vigilanza dei teatri, cinematografi e altri locali di spettacolo in genere: l'allegato B, specifico per il sipario di sicurezza, indicava la necessità di dotare i locali di un tagliafiamma metallico che calasse sulla scena per chiudere ermeticamente un'area dell'interno. Decreti ministeriali degli anni successivi (D.M. Interno del 26/06/84, D.M. Interno del 28/08/1984, D.M. Interno 19/08/1996), e con maggiore dettaglio la circolare n. 23 del 17/11/2000 (specifica per i sipari teatrali), stabilirono con maggiore precisione sia le norme antincendio, sia quali materiali usare per la dotazione dei teatri di un tagliafiamma e di sipari ignifughi.
In Italia, attualmente, il più grande sipario tagliafiamma a norma di legge è installato al Teatro alla Scala di Milano.